# St. Laurentius (Scharfenberg)

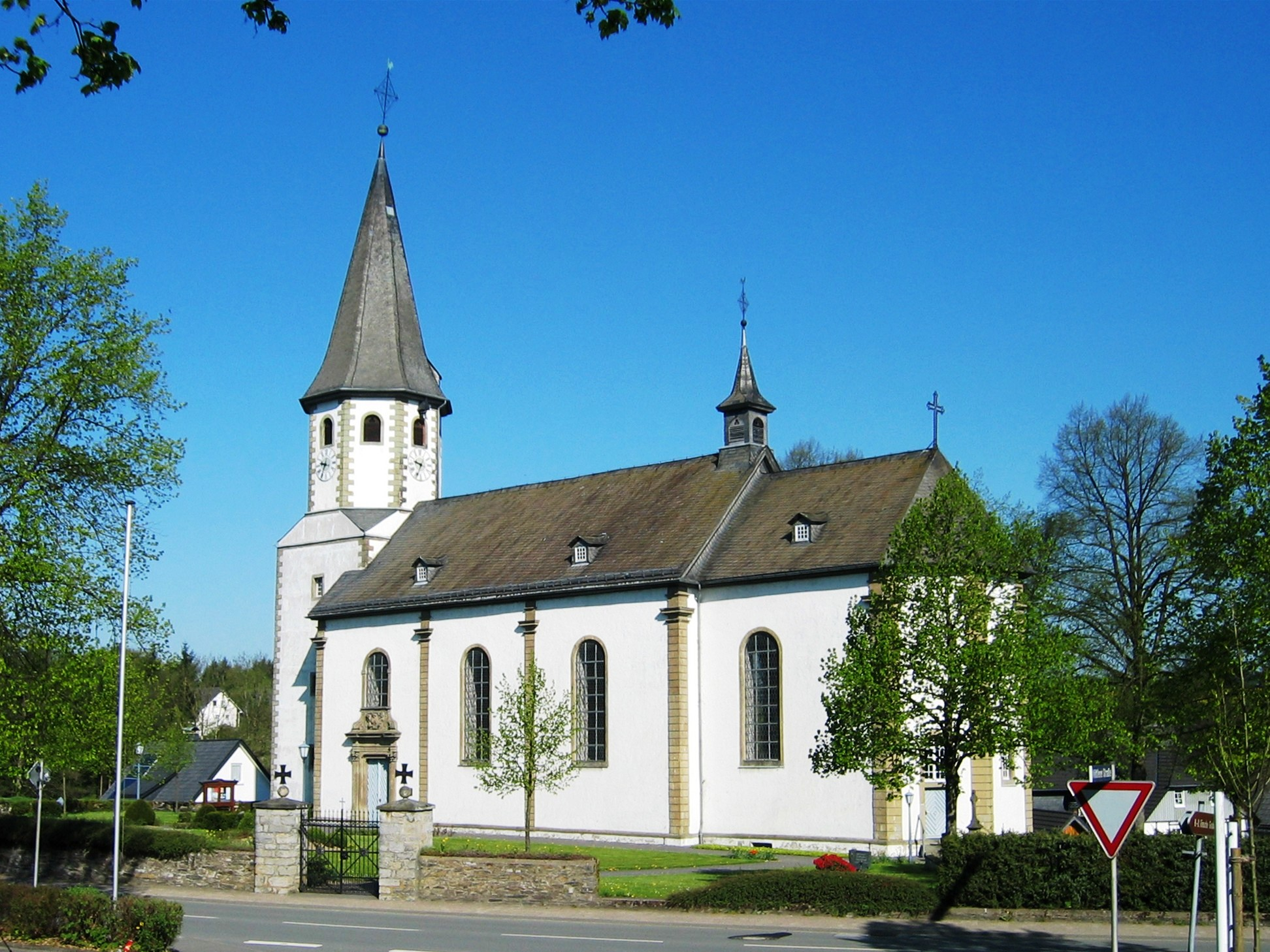
Pfarrkirche St. Laurentius

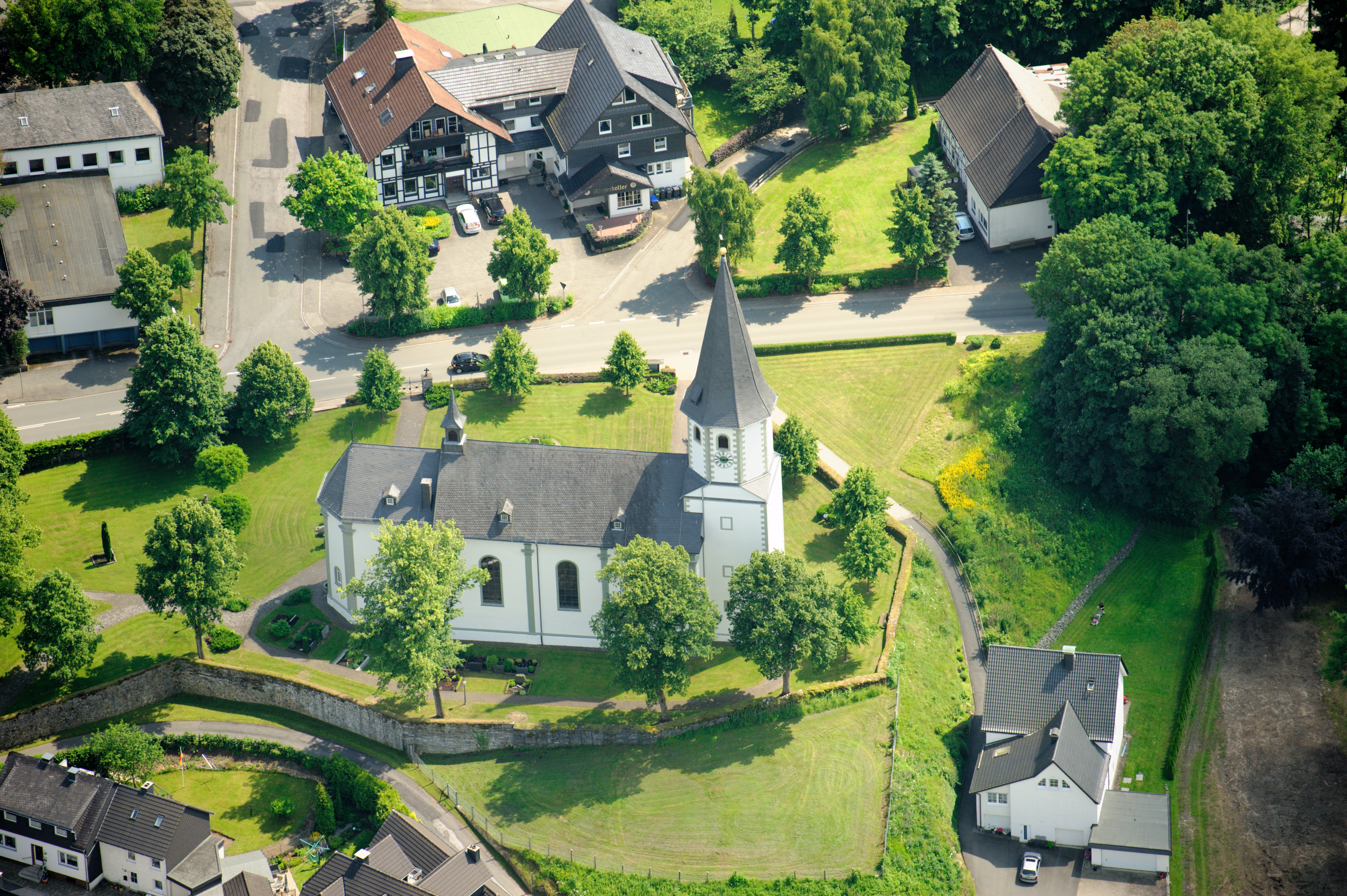
Luftbild der Laurentiuskirche von Norden aus

Die Pfarrkirche St. Laurentius Scharfenberg ist eine denkmalgeschützte Barockkirche im Briloner Stadtteil Scharfenberg im Hochsauerland (Nordrhein-Westfalen).

## Geschichte
Ein erster Vikar wurde 1344 mit dem Priester Gerwin als vicariove capelle in Scharpenberg erwähnt, eine selbstständige Gemeinde ist seit 1493 gesichert.
Der Vorgängerbau der heutigen Kirche, eine kleine Kapelle, hatte schon den Dreißigjährigen Krieg überdauert, war dann allerdings baufällig geworden. Sie hatte wohl an dieser Stelle gestanden, da 1971 bei Grabungen vor dem linken Seitenaltar alte Bruchsteinfundamente gefunden wurden.
Die neue Kirche wurde von 1745 bis 1750 nach Plänen von Franz Christoph Nagel erbaut. 1847 brannte fast das gesamte Dorf und auch der Turm und das Dach nieder; die barocke Ausstattung blieb wegen des massiven Gewölbes verschont. Wenige Tage zuvor hatte der Pastor die Versicherungssumme für Brandschäden auf das Vierfache erhöhen lassen; davon wurden 6000 Taler für einen Neubau bewilligt.

## Beschreibung
Die einschiffige Kirche ist in drei Joche unterteilt. Im Osten schließt sich das Chorquadrat mit einem 4/8-Schluss an, später wurde dieser zu einer zweigeschossigen Sakristei umgebaut. Die Gurtbögen für die Gewölbe werden von wuchtigen Pfeilervorlagen getragen, die das Kirchenschiff aufteilen. Ein korbbogenförmiges Kreuzgratgewölbe aus Tuffstein mit einer Stärke von 30 cm überdeckt den Raum. Zum quadratischen Chorraum leitet ein wuchtiger Triumphbogen über. Dieser ist 2,50 m schmaler als das Schiff.
Ursprünglich hatte die Kirche zwei gegenüberliegende Eingänge. Der nördliche wurde zugemauert, der verbliebene südliche Eingang bekam ein Sandsteinportal mit Architrav und Pilastern. Über dem Portal ist ein Allianzwappen der Familie von Weichs zu Körtlinghausen angebracht.
Im Westen befindet sich der Turm. Er ist mit 1,60 m dicken Mauern ausgestattet; die bei dem Brand zerstörte barocke Turmhaube wurde durch eine achteckige Pyramide ersetzt.

## Ausstattung

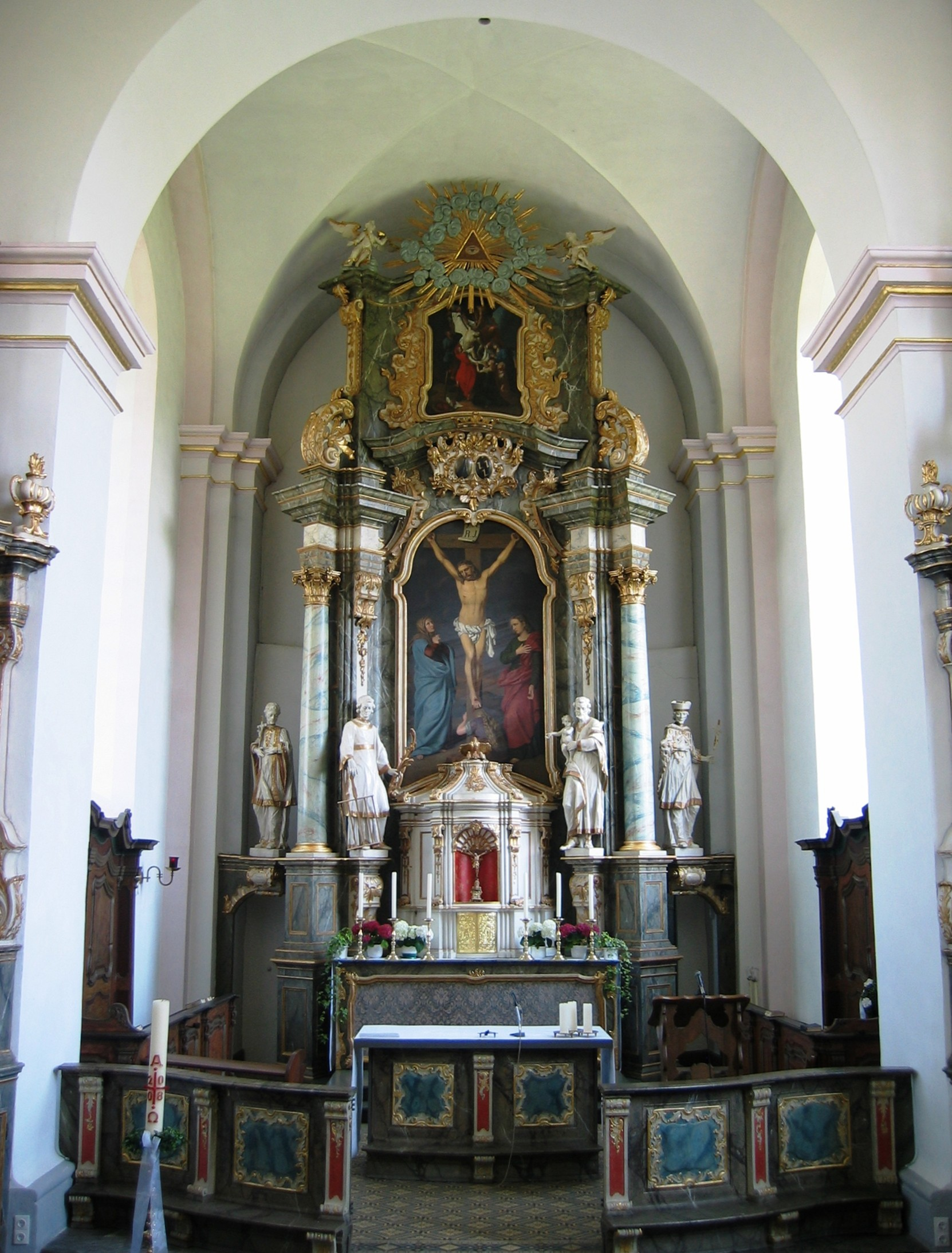
Hochaltar

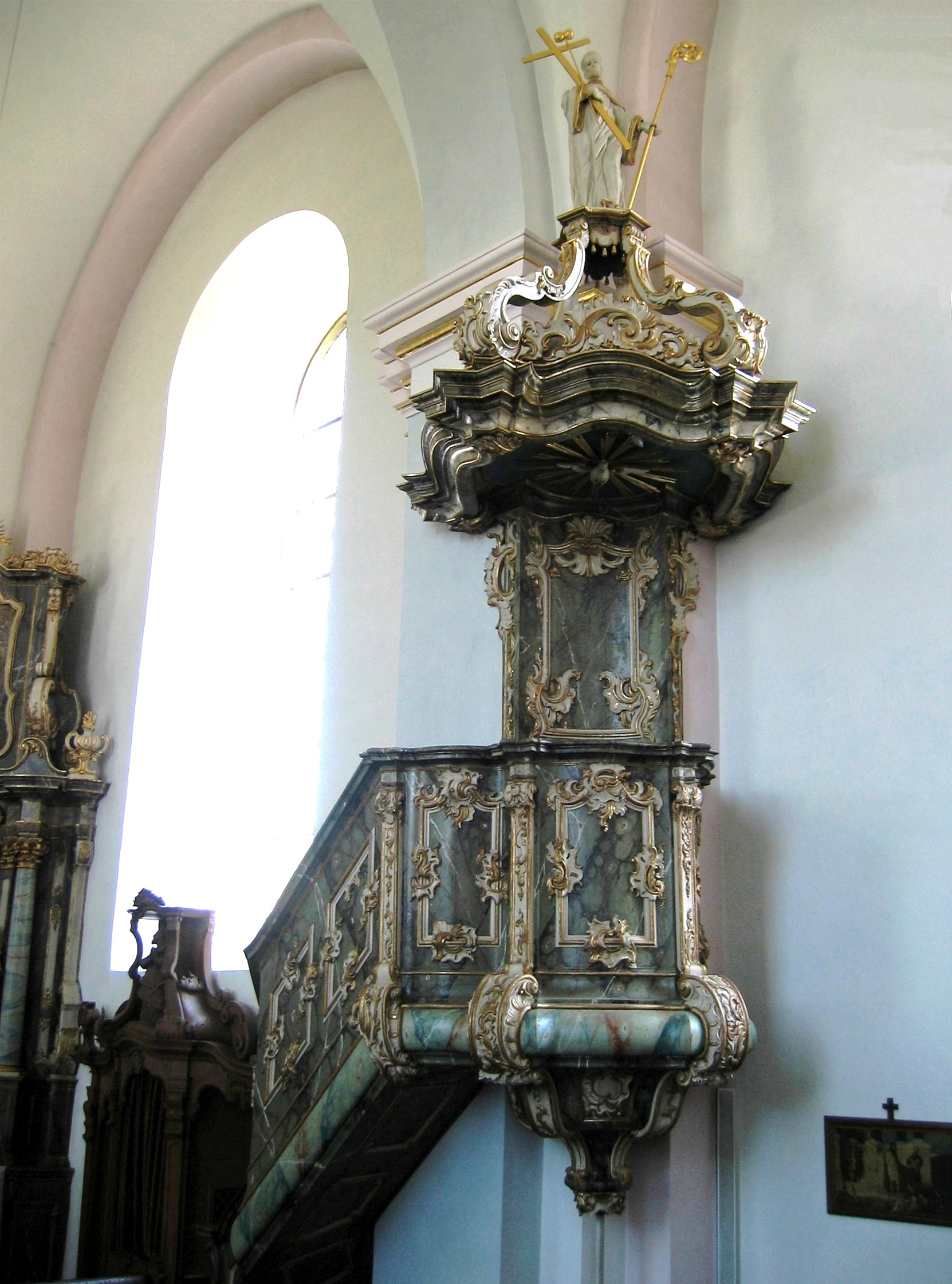
Rokoko-Kanzel

### Hochaltar
Mittelpunkt ist der Hochaltar; er ist zweigeschossig aufgebaut. Beherrschend ist das mittige Kreuzigungsbild von 1851; es zeigt den gekreuzigten Jesus, Maria, Maria Magdalena und Johannes. Vor dem Brand 1847 hing hier ein großes Gemälde eines Rubensschülers mit dem Titel Der Lanzenstich.
Ein Pelikan, der seine Jungen füttert, ist unter dem Drehtabernakel dargestellt. Über dem Gemälde ist mittig das Wappen der Familie von Weichs, der Stifterfamilie der Kirche angebracht.
Im oberen Teil wird auf einem Gemälde die Kreuzabnahme Jesu gezeigt. Das Gemälde ist mit einem reich geschnitzten Rahmen eingerahmt. Flankiert von zwei Cherubim ist in einem Strahlenkranz das Auge Gottes zu sehen. Im Hauptfeld des Hochaltars stehen vor den Pilastern vier lebensgroße Figuren von Heiligen: Laurentius mit dem Rost in der Hand, Josef mit dem Jesuskind auf dem Arm, Franz Xaver und Johannes von Nepomuk.

### Rokokokanzel
Die Treppen- und Kanzelbrüstung der Rokokokanzel sind in reichhaltiger Rokokoschnitzerei gearbeitet. Um den Kanzelboden herum schwingen Brüstungspilaster zu einem Ornamentknauf zusammen. Auf einem Velutenaufsatz des Schalldeckels steht eine Figur des Bernhard von Clairvaux.

### Gabelkreuz
Das Gabelkreuz ist der wertvollste Gegenstand in der Kirche. Das Kreuz wurde um 1400 angefertigt und hing schon in der alten Kirche. Von einer Rom-Reise im Jahre 1715 brachte Gutsherr von Weichs Reliquien mit, die angeblich vom Kreuz stammen, an dem Jesus von Nazaret gekreuzigt wurde. Diese wurden in den Korpus eingefügt. Das Gabelkreuz wurde bei Prozessionen in einem Tragekorb mitgeführt. Im 18. und 19. Jahrhundert wurde das als wundertätig geltende Kreuz stark verehrt und war das Ziel etlicher Wallfahrten.
Der Sage nach schwebte das Kreuz in einem Eichenwald östlich des Dorfes in der Luft und wurde von einem Schäfer entdeckt. Dem herbeigerufenen Pastor gelang es, das Kreuz zu ergreifen und in einer feierlichen Prozession in die Kirche zu bringen.

### Kirchenbänke
Die Kirchenbänke aus Eichenholz stammen noch aus der niedergebrannten Vorgängerkirche, sie tragen teilweise noch Spuren des Brandes. Sie sind mit typischen Rokokoschnitzereien versehen, jedes Kopfstück zeigt ein anderes Bild.

### Marienaltar
Der an der Südseite stehende Marienaltar ist in Gliederung, kurvigem Umriss und Aufbau dem Hochaltar nachempfunden. Die unbefleckte Empfängnis ist in einer Barockplastik als Hauptfigur dargestellt. Maria zertritt eine Schlange. Auf der Pedrelle darunter ist eine Inschrift über das Dogma der unbefleckten Empfängnis zu lesen. Auf der linken Seite steht eine Statue der heiligen Anna, auf der rechten eine der heiligen Agatha. Ein Ölgemälde zeigt die Krönung Marias.

### Kreuzaltar
Im Grundriss und Aufbau gleicht der Kreuzaltar dem Hochaltar. In einem verglasten Schrein wird das aus dem 15. Jahrhundert stammende Gabelkreuz aufbewahrt. Es wird von Figuren Mariens und Johannes des Täufers flankiert.

### Orgel

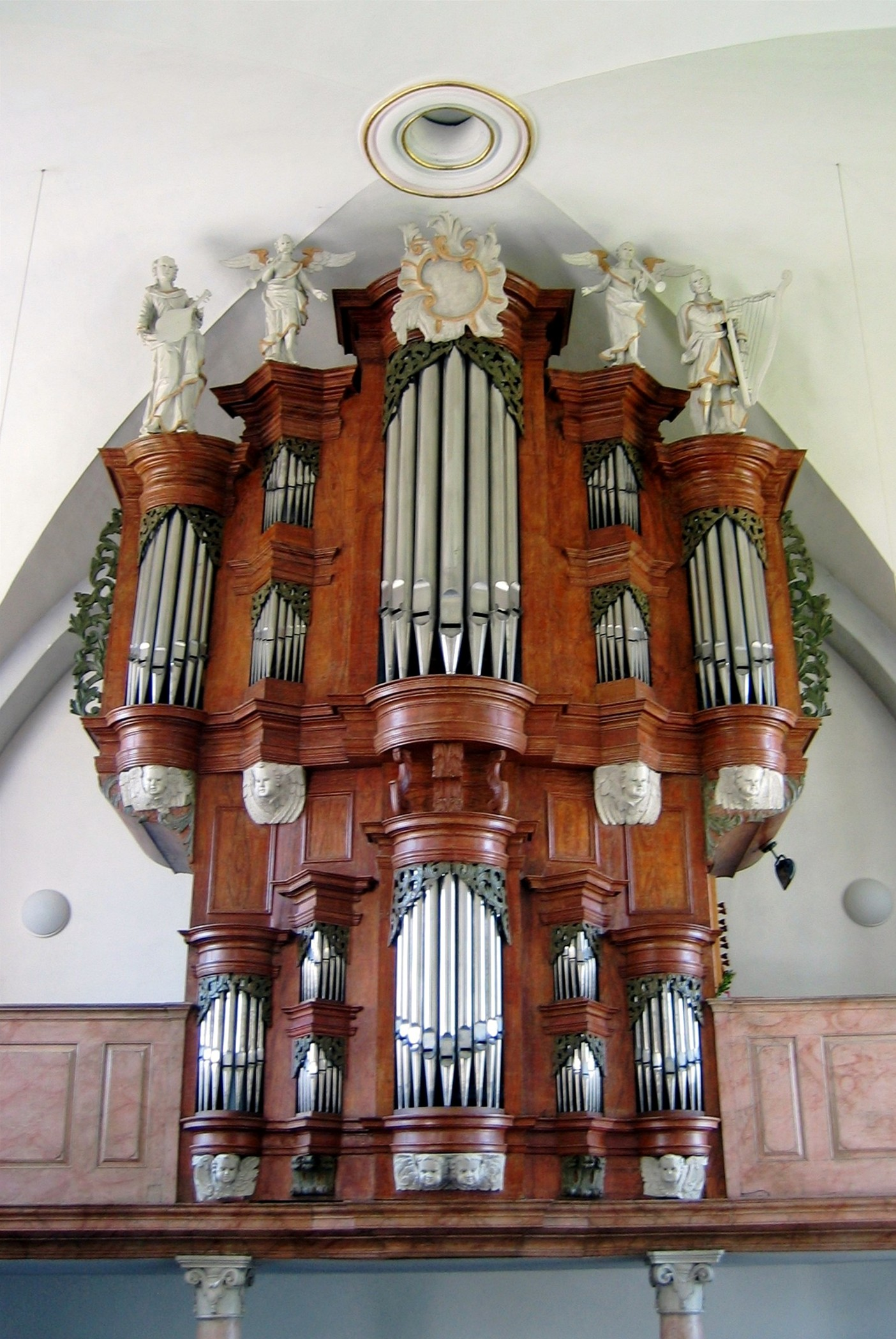
Orgel von 1754 auf der Empore

Die Orgel wurde 1754 vermutlich von Adolph Cappelmann gebaut, mit der Empore bildet sie den Abschluss zum Turm. Das fünfteilige Rückpositiv ist in die Emporenbrüstung eingebaut, das ebenfalls fünfteilige Hauptwerk befindet sich darüber. Das vorschwingende Hauptwerk dokumentiert den Wandel vom Barock zum Rokoko. Das Instrument wurde mehrfach repariert. Eine erste Instandsetzung erfolgte 1850, die Restaurierungen von 1938 und 1940 waren nicht zufriedenstellend. Eine notwendige Grundrenovierung wurde 1942 vorgenommen. Bei der umfassenden Restaurierung im Jahr 1978 konnten etliche alte Teile erhalten werden, von den insgesamt 1.326 Orgelpfeifen fanden die Holz- und Metallpfeifen Wiederverwendung.

### Weitere Ausstattung
- Die beiden Beichtstühle zeigen geschwungene Umrisse, die für die Kunst des Rokoko des 18. Jahrhunderts typisch sind. Im Aufbau des Beichtstuhles an der Nordseite steht eine Figur des Hl. Petrus und an der Südseite die der Maria Magdalena mit dem Attribut des Totenschädels. Ein ursprünglich vorhandener, dritter Beichtstuhl wurde nach Altenbüren verkauft.
- Die Kommunionbank aus Eichenholz wurde 1755 gebaut. Bemerkenswert ist das reiche Schnitzwerk. Sie schloss früher den Chorraum ab, der Mittelteil wird seit den liturgischen Reformen in den 1960er Jahren als Zelebrationsaltar genutzt.
- Das Chorgestühl mit einer vertäfelten Rückwand wurde 1755 von dem Freiherren von Weichs gestiftet.
- Unter der Orgelempore hängen zwei Gemälde des Malers Johann Kupetzky. Sie zeigen die unbefleckte Empfängnis und Jesus als Weltenerlöser.
- Früher im Turmbereich steht das achteckige Taufbecken jetzt vor dem Marienaltar und somit mehr im Mittelpunkt. Es ist 92 cm hoch und in Pokalform gehalten. Der hölzerne Körper steht auf einem Sockel aus Stein. Der 63 cm hohe Deckel ist kräftig profiliert und mit einem Würfel, einer Kugel und darüber einer Taube bekrönt.
- Die drei Sonderbronzeglocken erklingen im Te-Deum-Motiv e'-g'-a' und wurden 1949 bei Junker in Brilon gegossen.